# 손유섭
손유섭(孫柳燮, 1937년 11월 3일 ~ 2021년 6월 20일)는 대한민국의 공무원 출신 정치인이다. 민선 양산군수, 양산시장을 역임했다.

## 학력
- 양산초등학교
- 양산중학교
- 양산농업고등학교
- 한국항공대학교 중퇴

## 경력
- 양산군청(現 양산시청) 지방공무원
  - 재무과장, 내무과장, 지방서기관
    - 1994년 퇴임

## 역대 선거 결과
|  | 36.64% |

|  | 18.35% |

|  | 4.48% |